# 凯蒂·希尔
凯蒂·希尔（英語：Katie Hill，1984年2月17日—），澳大利亚女子篮球运动员。她曾代表澳大利亚参加2008年和2012年夏季残疾人奥林匹克运动会轮椅篮球比赛，获得一枚银牌和一枚铜牌。